# Newstead (Nouvelle-Zélande)

Newstead  est une localité rurale de la banlieue de la cité d’Hamilton, située dans le District de Waikato et la région de Waikato dans l’Île du Nord de la Nouvelle-Zélande.

## Installation
La localité comprend le quartier général global de la société Livestock Improvement Corporation, une coopérative multinationale agricole, qui a fournit les premières informations génétiques dans le secteur laitier .
Le campus, établi en 1951 
C'est la combinaison d’une ferme expérimentale, d’un laboratoire, d’une installation de tests et d’un centre de recherche,.
Le cimetière d’Hamilton Park Cemetery, est le principal cimetière opérationnel d’Hamilton, qui est localisé juste à l’ouest de la localité.
Il consiste en des rangées de tombes, un crématorium et deux chapelles, et son fonctionnement est assuré par le conseil de la cité d’Hamilton (en)

## Démographie
La zone statistique d’Hamilton , qui inclut aussi la localité de Puketaha, couvre 46,31 km2 et a une population estimée à 1770 habitantsen juin 2022 avec une densité de population de  38 personnes par km 2 .
La localité d’Hamilton Park avait une population de 1593 personnes lors du recensement néo-zélandais de 2018, en augmentation de 264 personnes (19,9 %) depuis le recensement de 2013 et une augmentation de 531 personnes (50,0 %) depuis le recensement de 2006 en Nouvelle-Zélande.
Il y a 504 logements comprenant 834 hommes et 759 femmes, donnant un sexe-ratio de 1,1 homme pour une femme.
L’âge médian est de 36,4 ans (comparé avec les 37,4 ans au niveau national), avec 399 personnes (25,0 %) âgées de moins de 15 ans,291 personnes (18,3%) âgées de 15 à 29 ans, 738 personnes(46,3 %) âgées de 30 à 64 ans , et 168 personnes(10,5 %) âgées de 65 ans ou plus.
L’ethnicité est pour 89,8% européens/Pākehā, 11,1 % Maoris, 1,7 % personnes venant du Pacifique (en), 6,4 % personnes d’origine asiatique (en), et 1,3 % d’une autre  ethnicité.
Les personnes peuvent s’identifier de plus d’une ethnicité en fonction de l'origine de leurs parents.
Le pourcentage de personnes nées outre-mer est de 14,1%, comparé avec les 27,1 % au niveau national.
Bien que certaines personnes choisissent de ne pas répondre à la question du recensement concernant leur affiliation religieuse, 47,5 % n’ont aucune religion, 41,4 % sont chrétiens (en), 0,9 % sont hindouistes (en), 0,2 % sont bouddhistes (en) et 1,7 % ont une autre religion.
Parmi ceux d’au moins 15 ans d’âge,330 personnes(27,6 %) ont une licence ou un degré universitaire supérieur et 168 personnes (14,1 %) n’ont aucune qualification formelle.
Le revenu médian est de 41 100 $, comparé avec les 31 800 $ au niveau national.
294 personnes (24,6 %) gagnent plus de 70 000 $ comparé avec les 17,2 % au niveau national.
Le statut d’emploi de ceux d’au moins 15 ans est pour 675 personnes (56,5 %)  un emploi à plein temps, pour  207 personnes (17,3 %)  un temps partiel et 24 personnes (2,0 %) sont sans emploi

## Histoire

### AuXIXesiècle
James Runciman, un capitaine, né en Ecosse ayant intervenu dans la guerre de Waitako (en), prit en main 1517 acres au niveau de Newstead dans le milieu des années 1860, établissant la ferme nommée: «Marsh Meadows ».
Il partit pour les États-Unis en 1882 pour s’enquérir de la fabrication des fromages et établit brièvement une fabrique de fromage, mais qui ferma du fait de difficultés financières.
Il expérimenta aussi la culture de la betterave à sucre
Runciman donna 20 acres pour établir l’école de Marsh Meadows, qui ouvrit en 1890.
Elle devint plus tard la Newstead School.
Il planta très régulièrement des arbres , ou donna des arbres pour les enfants des écoles, pour les planter lors des occasions spéciales.
Vers 1889, il avait ainsi planté environ 50 000 arbres.
La plupart furent utilisés par la scierie pour faire du bois d’oeuvre mais certains sont toujours en place au XXIe siècle.
John Levis, un fermier, né dans le Comté de Cork, en Irlande, s’installa sur une ferme de 153 acres au niveau de Newstead en 1884.
Il devint lui aussi actif au sein du comité local de l’école .
La Banque de Nouvelle-Zélande engagea John Graham, un natif du Comté de Tyrone en Irlande, comme directeur de la propriété pastorale de Woodside de la New Zealand Loan and Mercantile Agency Company (en) en 1886.
Vers 1902, il avait entre 2000 et 3000 moutons dans le secteur .
Henry Reynolds (en) acheta 1600 acres de terrains dans Newstead en 1886, établissant ainsi le « Newstead Estate ».
Il mit en place la première crèmerie au niveau de sa ferme en 1890,.
La « New Zealand Dairy Association » établit une crèmerie sur le site en 1900.
L’usine avait une machine portable d’une puissance de 8 chevaux et un capacité de production et de traitement de300 gallons par jour.
Durant la première saison, l’usine avait 10 saisonniers et traita ainsi le lait de 350 vaches chaque jour.

### AuXXesiècle
Vers 1902 , le village avait un bureau de poste et était relié avec le réseau de chemin de fer de la  brancbe de Cambridge (en)
La première ligne de téléphone au niveau de Newstead fut installée à partir de « Woodlands Estate», allant jusqu’à Gordonton, où Reynolds avait précédemment vécu et travaillé.
La route est d’ailleurs toujours appelée ‘Telephone Road’.

### AuXXIesiècle
Le février 2011, Private Kirifi Mila fut enterré dans le Parc du cimetière d’Hamilton de Newstead  après avoir été tué dans un accident lors d’une mission de prévention en service durant la guerre d'Afghanistan (2001-2021)
L’enterrement fut suivit par les membres de la famille et les dignitaires, comprenant Sam Lotu-Iiga .
Une nouvelle réception et une installation avec un lounge fut proposé pour la cérémonie au cimetière en 2015, mais l’installation fut abandonnée.
Comme en 2017, le cimetière était occupé sept jours par semaine et considéré avec des opérations s’étendant sur 10 heures par jour il est envisagé pour faire face à la demande croissante au moins jusqu’en 2045.
De nouvelles caméras CCTV de sécurité furent installées au niveau du cimetière en 2019, dans l’objectif d’arrêter le burnouts et le vandalisme.
Cela fait suite à plusieurs cas d’agressions à la santé et de comportement anti-social .

## Éducation
L’école modèle de Newstead est une école primaire, mixte, publique , allant des années  1 à 6  , avec un effectif de 153 élèves en novembre 2022.
L’école fut établie en 1890 et assura les célébrations de son centenaire en 1990